# Philip Stanhope, V conte Stanhope
Philip Stanhope, V conte Stanhope (Walmer, 30 gennaio 1805 – Bournemouth, 24 dicembre 1875), è stato un politico e storico inglese.

## Biografia
Era il figlio di Philip Henry Stanhope, IV conte di Stanhope, e di sua moglie Lady Catherine Smith, figlia di Robert Smith, I barone di Carrington. Studiò a Christ Church di Oxford.

## Carriera politica
Fu un parlamentare dal 1830, rappresentando Wootton Bassett fino a quando la sede è stata privata dei diritti civili nel 1832. Venne, poi, rieletto al Parlamento per rappresentare Hertford. Ha servito sotto Sir Robert Peel come Sottosegretario di Stato agli affari esteri tra il dicembre 1834 e l'aprile 1835, e Segretario del Consiglio di controllo nel 1845, anche se rimase nella Camera dei Comuni fino al 1852, non fece alcun segno particolare in politica.

## Contributi alla cultura
I suoi successi erano nei campi della letteratura e antichità. Nel 1842 ebbe un ruolo di primo piano nel passaggio del Copyright Act 1842 letterario. Dalla Camera dei lord è stato il principale responsabile di proporre e organizzare la fondazione della National Portrait Gallery di Londra nel 1856. Un busto che lo rappresenta è posto sopra l'ingresso del palazzo, affiancato da colleghi e sostenitori Thomas Carlyle e Lord Macaulay. In qualità di presidente della Società degli Antiquari (dal 1846 in poi), ha richiamato l'attenzione in Inghilterra, di sostenere gli scavi di Troia. Fu anche presidente della Royal Literary Fund dal 1863 fino alla sua morte, un fiduciario del British Museum e ha fondato il Stanhope essay prize a Oxford nel 1855. Egli è stato eletto Fellow della Royal Society nel 1827.

## Matrimonio
Nel 1834 sposò Lady Emily Harriet Kerrison, figlia del generale Sir Edward Kerrison, I Baronetto. Ebbero cinque figli:
- Arthur Stanhope, VI conte di Stanhope (13 settembre 1838-10 aprile 1905);
- Lord Edward Stanhope (1840-1893);
- Lady Mary Catherine Stanhope (3 febbraio 1844-30 giugno 1876), sposò, il 18 febbraio 1868, Frederick Lygon, VI conte di Beauchamp, ebbero cinque figli;
- Lord Henry Augustus Stanhope (4 dicembre 1845-17 giugno 1933), sposò, il 2 novembre 1878, Lady Mildred Vernon, non ebbero figli;
- Philip James Stanhope, I barone di Weardale (8 dicembre 1847-1º marzo 1923), sposò, l'11 maggio 1877, Alexandra Kankrin (1856-1934);

## Opere
- Life of Belisarius, 1829
- Life of William Pitt, 4 Bände, 1861-1862
- History of the War of Succession in Spain, 1832 (mit zwei Dokumentenbänden 1836)
- History of England from the Peace of Utrecht to the Peace of Versailles 1713-1783, 1836-1853, auch Leipzig 1853/4 in 7 Bänden
- History of England, from the reign of Queen Anne until the Peace of Utrecht, 2 Bände, 1870, 1908
- Notes of Conversation with the Duke of Wellington, 1831-1851, 1886, 1998.
- Life of Louis, Prince of Condé, 1852